# Rivière Jean-Venne
Pour les articles homonymes, voir Venne.
La Rivière Jean-Venne est un affluent de la rivière Ouareau, coulant dans les municipalités de Entrelacs et de Chertsey, dans la municipalité régionale de comté (MRC) de Matawinie, dans la région administrative de Lanaudière, au Québec, au Canada.
Le cours de la rivière passe dans le village de Entrelacs. Son cours traverse les Lac Patrick, Drummond, LaFontaine, Racette et Jasper.

## Géographie
La Rivière Jean-Venne prend sa source à l'embouchure du lac des Îles (longueur : 3,7 km ; altitude : 363 m), comportant 16 îles dont la plus importante est « La Grande Île ». Ce lac de la municipalité d’Entrelacs comporte plusieurs baies dont la baie du Village et la Baie des Anglais.
L'embouchure de ce lac est situé au nord-est du lac, soit à 16,3 km au sud-est du lac Ouareau, à 22,6 km au nord du centre du village de Rawdon, à 12,2 km à l'est de la rivière Ouareau.
À partir de l'embouchure du lac des Îles, la Rivière Jean-Venne coule sur 20,9 km, selon les segments suivants : 
- 1,7 km vers l'est dans Entrelacs, jusqu'au pont du Chemin d’Entrelacs lequel coupe le lac au village d’Entrelacs, que le courant traverse sur sa pleine longueur ;
- 1,9 km vers le sud-est en traversant sur 0,5 km  la partie sud-est du lac, puis poursuivant jusqu'à la rive ouest du lac Patrick ;
- 0,9 km le nord-ouest, en traversant le lac Patrick (longueur : 2,2 km ; altitude : 343 m) ;
- 4,4 km vers le nord, vers l’est, puis vers le nord-est, en traversant successivement les lacs Drummond (longueur : 0,5 km ; altitude : 340 m), LaFontaine (longueur : 1,1 km ; altitude : 327 m) et Racette (longueur : 0,5 km ; altitude : 323 m), jusqu'à la décharge du lac Pauzé (venant du nord-ouest) ;
- 0,8 km vers l’est, jusqu’à la limite de Chertsey ;
- 1,1 km vers l'est dans Chertsey, puis le nord, en coupant la route 125 et en recueillant la décharge du lac Delorme, jusqu'à la confluence de la rivière Kenny (venant du nord-ouest) ;
- 4,9 km vers le sud-est, en traversant le lac Jasper (longueur : 0,3 km ; altitude : 288 m) jusqu'au pont du chemin Michel ;
- 2,5 km vers l'est, jusqu'au pont du chemin de l’Église ;
- 1,7 km vers le sud-est, jusqu'à la confluence de la rivière[2].

La rivière Jean-Venne se déverse sur la rive nord de la rivière Ouareau laquelle descend vers le sud-est jusqu'à la rive nord de la rivière L'Assomption. Cette confluence est située à :
- 2,0 km au sud de la confluence de la rivière Trudel ;
- 2,0 km à l'ouest du sommet de la montagne à Miron ;
- 12,0 km au nord-ouest du centre du village de Rawdon ;
- 4,0 km au nord-est du centre du village de Chertsey.

## Toponymie
Le toponyme rivière Jean-Venne a été officialisé le 18 juillet 1973 à la Commission de toponymie du Québec mais le nom est d'origine inconnue. L'Abbé Lanoue dans Fragments d'histoire penche pour une origine amérindienne. Marcel Fournier dans « Répertoire des noms géographiques du canton de Chertsey » donne cette explication : « Rivière Jean-Venne pour un indien du nom de Vaine et en souvenir de M. Jean-Baptiste Venne qui demeurait dans le rang 4 ».